# Робі Саарма
Робі Саарма (ест. Robi Saarma, нар. 20 травня 2001, Таллінн, Естонія) — естонський футболіст, нападник клубу «Пайде» та національної збірної Естонії.

## Ігрова кар'єра

### Клубна
Робі Саарма народився у Таллінні і є вихованцем столичного клубу «Нимме Юнайтед», з яким з 2017 року зумів піднятися з четвертого дивізіону до Есілііга.
Перед сезоном 2022 року Саарма перейшов до клубу «Пайде» і 1 березня дебютував у вищому дивізіоні чемпіонату Естонії. У першому ж сезоні разом з клубом Саарма став бронзовим призером чемпіонату та виграв національний кубок. У наступному році «Пайде» виграв Суперкубок Естонії, а Саарма у фіналі забив два голи.

### Збірна
12 січня 2023 року у товариському матчі проти команди Фінляндії Робі Саарма дебютував у складі національної збірної Естонії.

## Титули
Пайде
 Переможець Кубка Естонії: 2021/22
 Бронзовий призер чемпіонату Естонії: 2022
 Переможець Суперкубка Естонії: 2023